# えびはら武司
えびはら 武司（えびはら たけし、男性、1954年6月5日 - ）は、日本の漫画家。
代表作は、アニメ化や実写映画化もされた「まいっちんぐマチコ先生」。

## 人物
京都府で生まれ、8歳時に千葉県に移り住む。小学校では、関西なまりが受けて一躍人気者になる。その後、両親の仕事の都合で県内を転々とし続ける。
1973年から1975年にかけて、大ヒット漫画家である藤子不二雄の藤子スタジオに、18歳から20歳のころまで所属していた。当時藤子不二雄には10人以上のアシスタントがいたが、ファンからアシスタントになったのはえびはらが初であるため、「藤子の最初の弟子」と称される。
「社会常識を知らなさすぎるから、普通の会社で働いてこい」と言われて藤子スタジオを退社。藤子スタジオ退社後は広告代理店に勤めた。
漫画家デビューする際には「競争率が低そう」という理由で、学研を選んだ。持ち込みの原稿を持って編集部を訪れるとたまたま編集長しかおらず、編集長に直接原稿を読んでもらい、その場でデビューが決まった。1980年3月に少年チャレンジ掲載の『マチコ先生のパンティー』を発表。
上京後、同年5月より『まいっちんぐマチコ先生』を連載開始。連載開始後は千葉県に戻る。同作はアニメ化・実写映画化もされるなど、大ヒットとなった。しかし、マチコ先生を連載していた学研の雑誌が廃刊し、他社の編集者からもオファーがあったものの、本人は世話になっていた学研でしか描かなかったという。
2000年に日本工学院専門学校蒲田校講師となる。2001年以降は『コミック伝説マガジン』、『B.L.T.』などで新作を連載している。

## 藤子不二雄とのエピソード
先の通り、藤子不二雄の両名のアシスタントを経験している。
ジャイアンの本名「武（たけし）」や誕生日の6月15日はえびはらから取られたものであり、同著によれば、藤子は当初「ジャイアンの本名を決めると同じ名前の子がいじめられないか」を心配していたが、本名を教えてほしいというファンレターの数の多さから遂に折れ、「身近な人からとったと言えば愛される対象になるのではないか」とアシスタントのえびはらの名前を使ったという。
ちなみに、『まいっちんぐマチコ先生』を描こうと思った理由は、「藤子不二雄先生の影響を強く受けすぎて、どうしても先生の漫画と似たような話ばかりを描いてしまうため、先生が嫌いな過剰なお色気漫画に挑戦した結果、産まれた作品」とインタビューの中で語っている。
『マチコ先生』が4巻目で100万部を突破した際には、京王プラザホテルに藤本と安孫子の2人を招待して祝った。
なお、『西原理恵子の人生画力対決』第113回（単行本第7巻収録）で、『ドラえもん』の「源静香の入浴シーンを描いた」と語っていたとされるが、その際にえびはらが描いたのは身体だけであり、顔は藤本（のちの藤子・F・不二雄）が描いたとのことである（えびはらが関わったのは一部の回のみ。『ドラえもん』すべての回についての発言ではない。藤本は静香の身体部分にこだわり、単行本収録時に自ら描き直したこともある）。
また、『バケルくん』は「自分がクレームを入れていたら（藤子・F・不二雄先生が）書きにくくなって終了した」とのことも明かしている。

## 主な作品
- まいっちんぐマチコ先生（1980年 - 1982年、少年チャレンジ、全8巻）
- 平成版・まいっちんぐマチコ先生
- 新・まいっちんぐマチコ先生
- 新世紀版・まいっちんぐマチコ先生
- マイコうそみたい
- マンガ広報室→フレ夫くん・アイちゃんシリーズ（都営バスインフォメーションなど、東京都交通局、広報誌「ふれあいの窓」に連載、1990年代）
- 暮しの赤信号（1986年12月号で『人間1丁目!!』に改題してからは八代風太郎名義）
- 学研まんが　大人のひみつシリーズ 『からだのひみつ』「マチコ先生の保健体育　男らしい男のひみつ」「マチコ先生の保健体育 理想的な女性のひみつ」[6]
- 藤子スタジオアシスタント日記 まいっちんぐマンガ道 - 雑誌「本当にあった愉快な話」（竹書房）に2013年から連載した自伝的作品。

## 関連人物

### 師匠
- 藤子不二雄（とくに藤本弘）

### アシスタント
- 御茶漬海苔

## その他
- 藤子・F・不二雄大全集『バケルくん』（2009年、小学館）の解説を書いている。
- 週刊誌 FLASH 2015年12月22日号の「お色気マンガベスト10」に『まいっちんぐマチコ先生』がランクインし、コメントした。マチコ先生のモデルは「全体的に宮崎美子、髪型は大場久美子、胸はアグネス・ラム」、また「まいっちんぐ」という言葉は雑誌『ビックリハウス』に載っていたもので、ポーズはえびはらがモデルを使って考案したもの、と述べている。

## 注